# Christian Magnus Falsen
Christian Magnus Falsen (ur. 14 września 1782 w Christianii (obecnie Oslo), zm. 13 stycznia 1830 tamże) – norweski polityk, prawnik i historyk.

## Życiorys
W wieku 9 lat wraz z ojcem przeniósł się do Danii, gdzie w 1802 ukończył studia prawnicze na uniwersytecie w Kopenhadze, później pracował jako prokurator i w 1807 pełnomocnik Sądu Najwyższego (był wówczas świadkiem brytyjskiego ataku na Kopenhagę), po kilku miesiącach pełnienia tej funkcji wrócił do Norwegii, gdzie pracował jako urzędnik i sędzia i studiował historię. Był zwolennikiem wolności chłopów, opowiadał się za rozwiązaniem unii duńsko-norweskiej i pełną niepodległością Norwegii. W 1808 podczas wojny Danii ze Szwecją przez krótki czas dowodził korpusem, jednak wkrótce odszedł z armii i został sędzią. Niedługo później osiedlił się na farmie, gdzie zainteresował się kwestiami związanymi z położeniem rolników; zaczął się wówczas opowiadać za jednolitym zobowiązaniem podatkowym dla wszystkich gruntów w kraju, co ostatecznie zostało wprowadzone w życie przez Storting w 1818. Do momentu zawarcia traktatu w Kilonii w 1814 wydawał się być urzędnikiem w pełni lojalnym wobec władz Danii, jednak w istocie cały czas popierał niepodległość Norwegii. W 1814 był członkiem zgromadzenia narodowego, które proklamowało suwerenność kraju i uchwaliło konstytucję zwaną eidsvollską; był autorem ostatecznego tekstu tej konstytucji, co przyniosło mu miano Ojca Konstytucji. Od 1819 aktywnie zajmował się badaniami historycznymi, przede wszystkim związanymi z najdawniejszymi dziejami Norwegii, 1823-1824 wydał czterotomową pracę Norges Historie under Kong Harald Haarfager og hans mandlige Descendenter o historii Norwegii pod rządami Haralda Pięknowłosego i jego męskich potomków. W 1820 został przewodniczącym rady miasta Bergen, 1827-1830 zajmował stanowisko przewodniczącego norweskiego Sądu Najwyższego.